# Liste des aéroports les plus fréquentés au Canada
Cet article présente une liste des aéroports les plus fréquentés/achalandés au Canada. Les aéroports sont classés en fonction de leur trafic passager et de leurs mouvements d'aéronefs. Pour chaque aéroport, les listes mentionnent la ville desservie par l'aéroport désignée par Transports Canada, pas nécessairement la municipalité où l'aéroport est physiquement situé. 

## En graphique
Pour des raisons techniques, il est temporairement impossible d'afficher le graphique qui aurait dû être présenté ici.

Voir la requête brute et les sources sur Wikidata.

## 2018
| Rang | Changement | Aéroport                    | Ville                           | Passagers totaux | % évolution     |
| ---- | ---------- | --------------------------- | ------------------------------- | ---------------- | --------------- |
| 1    | Stable     | Toronto (Pearson)           | Grand Toronto                   | 49,507,418       | 5.0 %           |
| 2    | Stable     | Vancouver                   | Grand Vancouver                 | 25,936,907       | 7.3 %           |
| 3    | Stable     | Montréal (P.-E.-Trudeau)    | Grand Montréal                  | 19,425,488       | 6.9 %           |
| 4    | Stable     | Calgary                     | Région de Calgary               | 17,343,402       | 6.6 %           |
| 5    | Stable     | Edmonton                    | Grand Edmonton                  | 8,254,121        | 5.8 %           |
| 6    | Stable     | Ottawa (Macdonald-Cartier)  | Région de la capitale nationale | 5,110,801        | 5.6 %           |
| 7    | Stable     | Winnipeg (J. A. Richardson) | Région de Winnipeg              | 4,500,000        | 4.2 %           |
| 8    | Stable     | Halifax (Stanfield)         | Halifax                         | 4,316,079        | 5.7 %           |
| 9    | Stable     | Toronto (Billy Bishop)      | Toronto                         | 2.800,000        | Stable          |
| 10   | 1          | Kelowna                     | Kelowna/Okanagan                | 2,080,372        | 9.9 %           |
| 11   | 1          | Victoria (International)    | Greater Victoria                | 2,048,627        | 5.9 %           |
| 12   | Stable     | Québec (Jean-Lesage)        | Québec                          | 1,774,871        | 6.2 %           |
| 13   | Stable     | Saint-Jean (Terre-Neuve)    | St. John's                      |                  | en augmentation |
| 14   | Stable     | Saskatoon                   | Saskatoon                       | 1,518,980        | 3.8 %           |
| 15   | Stable     | Régina                      | Regina                          | 1,238,239        | 1.6 %           |
| 16   | Stable     | Thunder Bay                 | Thunder Bay                     | 869,404          | 2.9 %           |
| 17   | 1          | Abbotsford                  | Abbotsford/Vallée du Fraser     | 842,212          | 24.3 %          |
| 18   | 2          | Hamilton                    | Hamilton                        | 725,630          | 21.0 %          |
| 19   | 1          | Moncton (Roméo-LeBlanc)     | Grand Moncton                   | 681,437          | 2.4 %           |
| 20   | 3          | Fort McMurray               | Wood Buffalo                    | 639,923          | 10.3 %          |